# Ганн-Сіті (Міссурі)
Ганн-Сіті (англ. Gunn City) — селище (англ. village) в США, в окрузі Кесс штату Міссурі. Населення — 80 осіб (2020).

## Географія
Ганн-Сіті розташований за координатами 38°39′58″ пн. ш. 94°9′50″ зх. д. / 38.66611° пн. ш. 94.16389° зх. д. (38.665983, -94.163994).  За даними Бюро перепису населення США в 2010 році селище мало площу 0,21 км², уся площа — суходіл.

## Демографія
Згідно з переписом 2010 року, у селищі мешкало 118 осіб у 34 домогосподарствах у складі 27 родин. Густота населення становила 565 осіб/км².  Було 36 помешкань (172/км²).
Расовий склад населення:
| - 89,8 % — білих - 0,8 % — вихідців з тихоокеанських островів - 0,8 % — чорних або афроамериканців |

До двох чи більше рас належало 8,5 %. Частка іспаномовних становила 0,8 % від усіх жителів.
За віковим діапазоном населення розподілялося таким чином: 33,1 % — особи молодші 18 років, 58,4 % — особи у віці 18—64 років, 8,5 % — особи у віці 65 років та старші. Медіана віку мешканця становила 33,0 року. На 100 осіб жіночої статі у селищі припадало 90,3 чоловіків;  на 100 жінок у віці від 18 років та старших — 92,7 чоловіків також старших 18 років.
За межею бідності перебувало 10,1 % осіб, у тому числі 0,0 % дітей у віці до 18 років та 0,0 % осіб у віці 65 років та старших.
Цивільне працевлаштоване населення становило 35 осіб. Основні галузі зайнятості: транспорт — 22,9 %, освіта, охорона здоров'я та соціальна допомога — 22,9 %, будівництво — 17,1 %, виробництво — 14,3 %.